# Prefab Sprout
Prefab Sprout ist eine britische Popband aus Witton Gilbert, County Durham. Seit 2010 ist Paddy McAloon als Sänger, Multiinstrumentalist und Produzent das einzige Mitglied. Bekannt wurde Prefab Sprout in den 1980er Jahren mit von Jazz und New Wave beeinflusstem Pop.

## Geschichte
Der in Newcastle geborene Gitarrist und Songwriter Paddy McAloon (* 7. Juni 1957) gründete die Band 1977 zusammen mit seinem Bruder Martin (* 4. Januar 1962) am Bass und Daniel James am Schlagzeug. McAloon gab als Inspiration für den Bandnamen den Song Jackson von Nancy Sinatra an, bei dem er die Textzeile „hotter than a pepper sprout“ („schärfer als ein Paprikaspross“) missverstanden habe. Prefab Sprout bedeutet im Deutschen „Fertighaus-Sprössling“. Bandbiograf Stewart Mason von Allmusic ist der Meinung, der Name sei lediglich eine Erfindung des heranwachsenden McAloon ohne tiefere Bedeutung. Die Band machte sich in den Pubs von Newcastle einen Namen und produzierte nach Absagen der Schallplattenindustrie in Eigenregie 1982 die Single Lions in My Own Garden (Exit Someone), die bei Candle Records veröffentlicht wurde. Der Titel ist als Backronym die französische Stadt Limoges, an deren Universität eine Freundin McAloons studieren wollte. James wurde am Schlagzeug durch Mick Salmon ersetzt. Wendy Smith (* 31. Mai 1963) stieg im selben Jahr als weibliche Gesangsstimme ein.
Durch die Single wurde Keith Armstrong – ein Schallplattenverkäufer und Inhaber des in Newcastle beheimateten Musiklabels Kitchenware Records, bei dem später auch die Editors veröffentlichten – auf die Band aufmerksam und nahm sie unter Vertrag. Die Single wurde 1983 bei Kitchenware wiederveröffentlicht und erreichte die britische Independent-Hitparade. Auch die zweite Single The Devil Has All the Best Tunes konnte sich dort platzieren und machte das Schallplattenlabel CBS auf die Band aufmerksam, welches Kitchenware einen Vertriebsvertrag anbot. Finanziell entsprechend ausgestattet nahmen Prefab Sprout weitere Singles und das Debütalbum Swoon auf, das 1984 veröffentlicht wurde. Mit der Single Don’t Sing und dem Album erreichte die Band erstmals die britischen Single- und Albumcharts. Ende 1984, nach der Veröffentlichung der Single When Love Breaks Down, verließ Lant die Band und Neil Conti wurde neuer Schlagzeuger.
Das von Thomas Dolby produzierte zweite Album Steve McQueen brachte der Band neben Platz 14 der britischen Albumcharts die erste Auszeichnung mit einer Goldenen Schallplatte des britischen Phonoverbandes BPI. Die Tochter des Schauspielers Steve McQueen verhinderte die Veröffentlichung unter diesem Titel in den USA, sodass das Album dort als Two Wheels Good veröffentlicht wurde. Es wurde der einzige Erfolg der Briten in den USA. 1985 wurden mit Faron Young und Appetite zwei weniger erfolgreiche Singles ausgekoppelt, denen 1986 noch Johnny Johnny (das auf dem Album Goodbye Lucille #1 hieß) folgte. Erneut von Dolby produziert, wurde 1988 das Album From Langley Park to Memphis veröffentlicht, das Platz 5 der britischen Albumcharts erreichte und eine weitere Goldenen Schallplatte nach sich zog. Zu den Studiogästen auf dem Album zählten Pete Townshend und Stevie Wonder. 1989 folgte das Album Protest Songs, das bereits kurz nach der Aufnahme des Albums Steve McQueen entstanden war, und 1990 das Album Jordan: The Comeback.
Erst mit der Single The Sound of Crying gelang Prefab Sprout 1992 die erste Chartnotierung in den deutschen Singlecharts. Die erste Albumnotierung in Deutschland konnte das 1997er Album Andromeda Heights verbuchen. Zu diesem Zeitpunkt bestand die Band formal nur noch aus Paddy und Martin McAloon.
Am 7. September 2009 wurde zum ersten Mal seit acht Jahren neues Material der Band angekündigt. Dabei wurde ein 1993 bereits fertig aufgenommenes Album, dessen Veröffentlichung aber zugunsten von Andromeda Heights verworfen worden war, im Originalzustand ohne weitere Bearbeitung der Songs unter dem ironischen Namen Let's Change the World with Music veröffentlicht. Das Album wurde von Paddy McAloon allein veröffentlicht; somit ist die Band seit diesem Zeitpunkt ein Soloprojekt. Dies begründet McAloon damit, dass er seit den 1990er Jahren an Tinnitus und einer Augenerkrankung leidet und deshalb nicht mehr mit anderen Musikern zusammen spielen kann. Er erklärte jedoch auch, dass die Band an sich noch bestehe.
Im Oktober 2013 erschien das neunte Studioalbum Crimson/Red. Es konnte die erste Chartplatzierung der Band in der Schweiz erreichen.

## Diskografie

### Studioalben
| Jahr | Titel                                      | Höchstplatzierung, Gesamtwochen, AuszeichnungChartplatzierungen (Jahr, Titel, Platzierungen, Wochen, Auszeichnungen, Anmerkungen) | Höchstplatzierung, Gesamtwochen, AuszeichnungChartplatzierungen (Jahr, Titel, Platzierungen, Wochen, Auszeichnungen, Anmerkungen) | Höchstplatzierung, Gesamtwochen, AuszeichnungChartplatzierungen (Jahr, Titel, Platzierungen, Wochen, Auszeichnungen, Anmerkungen) | Höchstplatzierung, Gesamtwochen, AuszeichnungChartplatzierungen (Jahr, Titel, Platzierungen, Wochen, Auszeichnungen, Anmerkungen) | Höchstplatzierung, Gesamtwochen, AuszeichnungChartplatzierungen (Jahr, Titel, Platzierungen, Wochen, Auszeichnungen, Anmerkungen) | Anmerkungen |
| Jahr | Titel                                      | DE | AT | CH | UK | US | Anmerkungen |
| ---- | ------------------------------------------ | --- | --- | --- | --- | --- | --- |
| 1984 | Swoon                                      | — | — | — | UK22 (7 Wo.)UK | — | Erstveröffentlichung: 12. März 1984 |
| 1985 | Steve McQueen / Two Wheels Good (US-Titel) | — | — | — | UK21 Gold · (35 Wo.)UK | US178 (5 Wo.)US | Erstveröffentlichung: Juni 1985 |
| 1988 | From Langley Park to Memphis               | — | — | — | UK5 Gold · (24 Wo.)UK | — | Erstveröffentlichung: 14. März 1988 |
| 1989 | Protest Songs                              | — | — | — | UK18 Silber · (4 Wo.)UK | — | Erstveröffentlichung: 19. Juni 1989 bereits 1985 aufgenommen, aufgrund des Erfolges von Steve McQueen aber erst 1989 veröffentlicht        |
| 1990 | Jordan: The Comeback                       | — | — | — | UK7 Gold · (17 Wo.)UK | — | Erstveröffentlichung: 28. August 1990 |
| 1997 | Andromeda Heights                          | DE83 (4 Wo.)DE | — | — | UK7 (5 Wo.)UK | — | Erstveröffentlichung: 2. Mai 1997 |
| 2001 | The Gunman and Other Stories               | DE74 (3 Wo.)DE | — | — | UK60 (1 Wo.)UK | — | Erstveröffentlichung: 18. Juni 2001 |
| 2009 | Let’s Change the World with Music          | DE46 (2 Wo.)DE | — | — | UK39 (2 Wo.)UK | — | Erstveröffentlichung: 7. September 2009 bereits 1993 aufgenommen                                                                           |
| 2013 | Crimson/Red                                | DE42 (1 Wo.)DE | — | CH92 (1 Wo.)CH | UK15 (2 Wo.)UK | — | Erstveröffentlichung: 7. Oktober 2013 bereits zwischen 1997 und 2010 aufgenommen                                                           |
| 2019 | I Trawl the Megahertz                      | — | — | — | UK54 (1 Wo.)UK | — | Erstveröffentlichung: 27. Mai 2003 als Soloalbum von Paddy McAloon; erst 2019 als Wiederveröffentlichung unter Prefab Sprout in den Charts |

### Kompilationen
| Jahr | Titel                                          | Höchstplatzierung, Gesamtwochen, AuszeichnungChartplatzierungen (Jahr, Titel, Platzierungen, Wochen, Auszeichnungen, Anmerkungen) | Höchstplatzierung, Gesamtwochen, AuszeichnungChartplatzierungen (Jahr, Titel, Platzierungen, Wochen, Auszeichnungen, Anmerkungen) | Höchstplatzierung, Gesamtwochen, AuszeichnungChartplatzierungen (Jahr, Titel, Platzierungen, Wochen, Auszeichnungen, Anmerkungen) | Höchstplatzierung, Gesamtwochen, AuszeichnungChartplatzierungen (Jahr, Titel, Platzierungen, Wochen, Auszeichnungen, Anmerkungen) | Höchstplatzierung, Gesamtwochen, AuszeichnungChartplatzierungen (Jahr, Titel, Platzierungen, Wochen, Auszeichnungen, Anmerkungen) | Anmerkungen                         |
| Jahr | Titel                                          | DE | AT | CH | UK | US | Anmerkungen                         |
| ---- | ---------------------------------------------- | --- | --- | --- | --- | --- | ----------------------------------- |
| 1992 | A Life of Surprises: The Best of Prefab Sprout | — | — | — | UK3 Gold · (13 Wo.)UK | — | Erstveröffentlichung: 26. Juni 1992 |
| 1999 | 38 Carat Collection / (US-Titel)               | — | — | — | — | — | Erstveröffentlichung: Oktober 1999  |

### Singles
| Jahr | Titel Album                                                               | Höchstplatzierung, Gesamtwochen, AuszeichnungChartplatzierungen (Jahr, Titel, Album, Platzierungen, Wochen, Auszeichnungen, Anmerkungen) | Höchstplatzierung, Gesamtwochen, AuszeichnungChartplatzierungen (Jahr, Titel, Album, Platzierungen, Wochen, Auszeichnungen, Anmerkungen) | Höchstplatzierung, Gesamtwochen, AuszeichnungChartplatzierungen (Jahr, Titel, Album, Platzierungen, Wochen, Auszeichnungen, Anmerkungen) | Höchstplatzierung, Gesamtwochen, AuszeichnungChartplatzierungen (Jahr, Titel, Album, Platzierungen, Wochen, Auszeichnungen, Anmerkungen) | Höchstplatzierung, Gesamtwochen, AuszeichnungChartplatzierungen (Jahr, Titel, Album, Platzierungen, Wochen, Auszeichnungen, Anmerkungen) | Anmerkungen                                                                             |
| Jahr | Titel Album                                                               | DE | AT | CH | UK | US | Anmerkungen                                                                             |
| ---- | ------------------------------------------------------------------------- | --- | --- | --- | --- | --- | --------------------------------------------------------------------------------------- |
| 1982 | Lions in My Own Garden (Exit Someone) Non-Album Single                    | — | — | — | UK16 (1 Wo.)UK | — | Erstveröffentlichung: 25. Februar 1982                                                  |
| 1983 | The Devil Has All the Best Tunes Non-Album Single                         | — | — | — | UK14 (1 Wo.)UK | — | Erstveröffentlichung: September 1983                                                    |
| 1984 | Don’t Sing Swoon                                                          | — | — | — | UK16 (2 Wo.)UK | — | Erstveröffentlichung: Januar 1984                                                       |
| 1985 | Faron Young Steve McQueen                                                 | — | — | — | UK74 (1 Wo.)UK | — | Erstveröffentlichung: Juni 1985                                                         |
| 1985 | When Love Breaks Down Steve McQueen                                       | — | — | — | UK25 (10 Wo.)UK | — | Erstveröffentlichung: Oktober 1985                                                      |
| 1986 | Johnny Johnny Steve McQueen                                               | — | — | — | UK64 (2 Wo.)UK | — | Erstveröffentlichung: Januar 1986 auf dem Album als „Goodbye Lucille #1“ veröffentlicht |
| 1988 | Cars and Girls From Langley Park to Memphis                               | — | — | — | UK44 (5 Wo.)UK | — | Erstveröffentlichung: 29. Februar 1988                                                  |
| 1988 | The King of Rock’n’Roll From Langley Park to Memphis                      | — | — | — | UK7 Silber · (10 Wo.)UK | — | Erstveröffentlichung: April 1988                                                        |
| 1988 | Hey Manhattan From Langley Park to Memphis                                | — | — | — | UK72 (2 Wo.)UK | — | Erstveröffentlichung: Juli 1988                                                         |
| 1990 | Looking for Atlantis Jordan: The Comeback                                 | — | — | — | UK51 (3 Wo.)UK | — | Erstveröffentlichung: August 1990                                                       |
| 1990 | We Let the Stars Go Jordan: The Comeback                                  | — | — | — | UK50 (3 Wo.)UK | — | Erstveröffentlichung: Oktober 1990                                                      |
| 1990 | Jordan: The EP –                                                          | — | — | — | UK35 (4 Wo.)UK | — | Erstveröffentlichung: Dezember 1990                                                     |
| 1991 | The Sound of Crying A Life of Surprises: The Best of Prefab Sprout        | DE79 (4 Wo.)DE | — | — | UK23 (5 Wo.)UK | — |                                                                                         |
| 1992 | If You Don’t Love Me A Life of Surprises: The Best of Prefab Sprout       | DE60 (7 Wo.)DE | — | — | UK33 (4 Wo.)UK | — | Erstveröffentlichung: Juli 1992                                                         |
| 1992 | All the World Loves Lovers A Life of Surprises: The Best of Prefab Sprout | — | — | — | UK61 (2 Wo.)UK | — | Erstveröffentlichung: September 1992                                                    |
| 1992 | Life of Surprises A Life of Surprises: The Best of Prefab Sprout          | — | — | — | UK24 (4 Wo.)UK | — |                                                                                         |
| 1997 | A Prisoner of the Past Andromeda Heights                                  | DE86 (9 Wo.)DE | — | — | UK30 (2 Wo.)UK | — |                                                                                         |
| 1997 | Electric Guitars Andromeda Heights                                        | — | — | — | UK53 (1 Wo.)UK | — |                                                                                         |

## Auszeichnungen für Musikverkäufe
| Goldene Schallplatte - Frankreich - 1995: für das Album From Langley Park to Memphis |

Anmerkung: Auszeichnungen in Ländern aus den Charttabellen bzw. Chartboxen sind in ebendiesen zu finden.
| Land/RegionAuszeichnungen für Musikverkäufe (Land/Region, Auszeichnungen, Verkäufe, Quellen) | Silber     | Gold     | Platin | Verkäufe | Quellen         |
| -------------------------------------------------------------------------------------------- | ---------- | -------- | ------ | -------- | --------------- |
| Frankreich (SNEP)                                                                            | —          | Gold1    | —      | 100.000  | snepmusique.com |
| Vereinigtes Königreich (BPI)                                                                 | 2× Silber2 | 4× Gold4 | —      | 660.000  | bpi.co.uk       |
| Insgesamt                                                                                    | 2× Silber2 | 5× Gold5 | —      |          |                 |